# Love Affair (canción de Erasure)
Love Affair es una canción del dúo del género electrónico Erasure publicada en su álbum Cowboy en 1997.

## Descripción
Love Affair fue compuesta por Vince Clarke y Andy Bell.

Love Affair fue posteriormente incluida -en una versión más corta- en la película de 1998 A Dirty Little Business -también conocida como Merchants of Venus y Good Vibrations-.

También fue incluida en Union Street, el álbum de versiones acústicas de temas propios de Erasure.